# Município de Delogoždi
Delogoždi é um antigo município localizado na atual Macedônia do Norte.